# (17163) Vasifedoseev
(17163) Vasifedoseev est un astéroïde de la ceinture principale.

## Description
(17163) Vasifedoseev est un astéroïde de la ceinture principale. Il fut découvert le 9 juin 1999 à Socorro (Nouveau-Mexique) par LINEAR. Il présente une orbite caractérisée par un demi-grand axe de 2,90 UA, une excentricité de 0,08 et une inclinaison de 1,3° par rapport à l'écliptique.

## Compléments